# Skalarprodukt

Das Skalarprodukt zweier Vektoren im euklidischen Anschauungsraum hängt von der Länge der Vektoren und dem eingeschlossenen Winkel ab.

Das Skalarprodukt (auch inneres Produkt oder Punktprodukt) ist eine mathematische Verknüpfung, die zwei Vektoren eine Zahl (Skalar) zuordnet. Es ist Gegenstand der analytischen Geometrie und der linearen Algebra. Historisch wurde es zuerst im euklidischen Raum eingeführt. Geometrisch berechnet man das Skalarprodukt zweier Vektoren {\displaystyle {\vec {a}}} und {\displaystyle {\vec {b}}} nach der Formel
{\displaystyle {\vec {a}}\cdot {\vec {b}}=|{\vec {a}}||{\vec {b}}|\cos \sphericalangle ({\vec {a}},{\vec {b}}).}
Dabei bezeichnen {\displaystyle |{\vec {a}}|} und {\displaystyle |{\vec {b}}|} jeweils die Längen (Beträge) der Vektoren. Mit {\displaystyle \cos \sphericalangle ({\vec {a}},{\vec {b}})=\cos \varphi } wird der Kosinus des von den beiden Vektoren eingeschlossenen Winkels {\displaystyle \varphi } (Phi) bezeichnet.
Das Skalarprodukt zweier Vektoren gegebener Länge ist damit null, wenn sie senkrecht zueinander stehen.
In einem zweidimensionalen kartesischen Koordinatensystem berechnet sich das Skalarprodukt zweier Vektoren {\displaystyle {\vec {a}}=(a_{1},a_{2})} und {\displaystyle {\vec {b}}=(b_{1},b_{2})} als
{\displaystyle {\vec {a}}\cdot {\vec {b}}=a_{1}b_{1}+a_{2}b_{2}.}
In einem dreidimensionalen kartesischen Koordinatensystem berechnet sich das Skalarprodukt zweier Vektoren {\displaystyle {\vec {a}}=(a_{1},a_{2},a_{3})} und {\displaystyle {\vec {b}}=(b_{1},b_{2},b_{3})} als
{\displaystyle {\vec {a}}\cdot {\vec {b}}=a_{1}b_{1}+a_{2}b_{2}+a_{3}b_{3}.}
Kennt man die kartesischen Koordinaten der Vektoren, so ergibt sich mit dieser Formel zunächst das Skalarprodukt und man erhält mit der bereits genannten Formel 
{\displaystyle {\vec {a}}\cdot {\vec {b}}=|{\vec {a}}||{\vec {b}}|\cos \sphericalangle ({\vec {a}},{\vec {b}})}
den Winkel {\displaystyle \varphi }:
{\displaystyle \cos(\varphi )={\frac {{\vec {a}}\cdot {\vec {b}}}{|{\vec {a}}||{\vec {b}}|}}}
und schließlich
{\displaystyle \varphi =\arccos {\frac {{\vec {a}}\cdot {\vec {b}}}{|{\vec {a}}||{\vec {b}}|}}} .
In der linearen Algebra wird dieses Konzept für beliebig viele Dimensionen zu
{\displaystyle {\vec {a}}\cdot {\vec {b}}=a_{1}b_{1}+a_{2}b_{2}+\ldots +a_{n}b_{n}}
verallgemeinert.
Noch allgemeiner versteht man in der linearen Algebra unter einem Skalarprodukt eine Funktion, die zwei Elementen eines reellen oder komplexen Vektorraums einen Skalar zuordnet, genauer eine (positiv definite) hermitesche Sesquilinearform bzw. spezieller bei reellen Vektorräumen eine (positiv definite) symmetrische Bilinearform. Im Allgemeinen ist in einem Vektorraum von vornherein kein Skalarprodukt festgelegt. Ein Raum zusammen mit einem Skalarprodukt wird als Innenproduktraum oder Prähilbertraum bezeichnet. Diese Vektorräume verallgemeinern den euklidischen Raum und ermöglichen damit die Anwendung geometrischer Methoden auf abstrakte Strukturen.

## Im euklidischen Raum

### Geometrische Definition und Notation
Vektoren im dreidimensionalen euklidischen Raum oder in der zweidimensionalen euklidischen Ebene kann man als Pfeile darstellen. Dabei stellen Pfeile, die parallel, gleich lang und gleich orientiert sind, denselben Vektor dar. Das Skalarprodukt {\displaystyle {\vec {a}}\cdot {\vec {b}}} zweier Vektoren {\displaystyle {\vec {a}}} und {\displaystyle {\vec {b}}} ist ein Skalar, das heißt eine reelle Zahl. Geometrisch lässt es sich wie folgt definieren:
Bezeichnen {\displaystyle a=|{\vec {a}}|} und {\displaystyle b=|{\vec {b}}|} die Längen der Vektoren {\displaystyle {\vec {a}}} und {\displaystyle {\vec {b}}} und bezeichnet {\displaystyle \varphi =\sphericalangle ({\vec {a}},{\vec {b}})} den von {\displaystyle {\vec {a}}} und {\displaystyle {\vec {b}}} eingeschlossenen Winkel, so ist
{\displaystyle {\vec {a}}\cdot {\vec {b}}:=|{\vec {a}}||{\vec {b}}|\cos \sphericalangle ({\vec {a}},{\vec {b}})=ab\cos \varphi .}
Hierbei muss {\displaystyle {\vec {a}},{\vec {b}}\neq {\vec {0}}} vorausgesetzt werden, da ansonsten {\displaystyle \varphi =\sphericalangle ({\vec {a}},{\vec {b}})} nicht erklärt ist. Ist {\displaystyle {\vec {a}}={\vec {0}}} oder {\displaystyle {\vec {b}}={\vec {0}}}, so ist {\displaystyle {\vec {a}}\cdot {\vec {b}}:=0}.
Wie bei der normalen Multiplikation wird (wenn klar ist, was gemeint ist) das Multiplikationszeichen manchmal weggelassen:
{\displaystyle {\vec {a}}\cdot {\vec {b}}={\vec {a}}\,{\vec {b}}}.
Statt {\displaystyle {\vec {a}}\cdot {\vec {a}}} schreibt man in diesem Fall gelegentlich auch kurz {\displaystyle {\vec {a}}^{2}}.
Andere übliche Notationen sind {\displaystyle {\vec {a}}\circ {\vec {b}},\ {\vec {a}}\bullet {\vec {b}}} und {\displaystyle \langle {\vec {a}},{\vec {b}}\rangle .}
Eine weitere Definition ist gegeben durch
{\displaystyle {\vec {a}}\cdot {\vec {b}}=ab_{a}},
wobei {\displaystyle b_{a}} die Komponente von {\displaystyle {\vec {b}}} in Richtung von {\displaystyle {\vec {a}}} bezeichnet.

#### Veranschaulichung

Orthogonale Projektion des Vektors auf die durch bestimmte Richtung

Um sich die Definition zu veranschaulichen, betrachtet man die orthogonale Projektion {\displaystyle {\vec {b}}_{\vec {a}}} des Vektors {\displaystyle {\vec {b}}} auf die durch {\displaystyle {\vec {a}}} bestimmte Richtung und setzt
{\displaystyle b_{a}={\begin{cases}\,\ \ |{\vec {b}}_{\vec {a}}|&{\text{falls }}{\vec {a}},{\vec {b}}_{\vec {a}}{\text{ gleichorientiert}},\\-|{\vec {b}}_{\vec {a}}|&{\text{falls }}{\vec {a}},{\vec {b}}_{\vec {a}}{\text{ entgegengesetzt orientiert}}.\end{cases}}}
Dabei gilt {\displaystyle b_{a}=b\cos \varphi }. 

#### Beispiele
In allen drei Beispielen gilt {\displaystyle |{\vec {a}}|=5} und {\displaystyle |{\vec {b}}|=3}. Die Skalarprodukte ergeben sich mithilfe der speziellen Kosinuswerte {\displaystyle \cos 0^{\circ }=1}, {\displaystyle \cos 60^{\circ }={\tfrac {1}{2}}} und {\displaystyle \cos 90^{\circ }=0}:

{\displaystyle {\vec {a}}} und {\displaystyle {\vec {b}}} gleichgerichtet
{\displaystyle {\vec {a}}\cdot {\vec {b}}=5\cdot 3\cdot \cos 0^{\circ }=15}
{\displaystyle {\vec {a}}} und {\displaystyle {\vec {b}}} im 60°-Winkel
{\displaystyle {\vec {a}}\cdot {\vec {b}}=5\cdot 3\cdot \cos 60^{\circ }=7{,}5}
{\displaystyle {\vec {a}}} und {\displaystyle {\vec {b}}} orthogonal
{\displaystyle {\vec {a}}\cdot {\vec {b}}=5\cdot 3\cdot \cos 90^{\circ }=0}

### Darstellung in kartesischen Koordinaten
Führt man in der euklidischen Ebene bzw. im euklidischen Raum kartesische Koordinaten ein, so besitzt jeder Vektor eine Koordinatendarstellung als 2- bzw. 3-Tupel, das meist als Spalte geschrieben wird.
In der euklidischen Ebene erhält man dann für das Skalarprodukt der Vektoren
{\displaystyle {\vec {a}}={\begin{pmatrix}a_{1}\\a_{2}\end{pmatrix}}}  und  {\displaystyle {\vec {b}}={\begin{pmatrix}b_{1}\\b_{2}\end{pmatrix}}}
die Darstellung
{\displaystyle {\vec {a}}\cdot {\vec {b}}={\begin{pmatrix}a_{1}\\a_{2}\end{pmatrix}}\cdot {\begin{pmatrix}b_{1}\\b_{2}\end{pmatrix}}=a_{1}b_{1}+a_{2}b_{2}.}

Kanonische Einheitsvektoren in der euklidischen Ebene

Für die kanonischen Einheitsvektoren {\displaystyle {\vec {e}}_{1}={\begin{pmatrix}1\\0\end{pmatrix}}} und {\displaystyle {\vec {e}}_{2}={\begin{pmatrix}0\\1\end{pmatrix}}} gilt nämlich
{\displaystyle {\vec {e}}_{1}\cdot {\vec {e}}_{1}=1,\ {\vec {e}}_{1}\cdot {\vec {e}}_{2}={\vec {e}}_{2}\cdot {\vec {e}}_{1}=0} und {\displaystyle {\vec {e}}_{2}\cdot {\vec {e}}_{2}=1}.
Daraus folgt (unter Vorwegnahme der weiter unten erläuterten Eigenschaften des Skalarproduktes)
{\displaystyle {\begin{aligned}{\vec {a}}\cdot {\vec {b}}&=(a_{1}{\vec {e}}_{1}+a_{2}{\vec {e}}_{2})\cdot (b_{1}{\vec {e}}_{1}+b_{2}{\vec {e}}_{2})\\&=a_{1}b_{1}{\vec {e}}_{1}\cdot {\vec {e}}_{1}+a_{1}b_{2}{\vec {e}}_{1}\cdot {\vec {e}}_{2}+a_{2}b_{1}{\vec {e}}_{2}\cdot {\vec {e}}_{1}+a_{2}b_{2}{\vec {e}}_{2}\cdot {\vec {e}}_{2}\\&=a_{1}b_{1}+a_{2}b_{2}.\end{aligned}}}
Im dreidimensionalen euklidischen Raum erhält man entsprechend für die Vektoren
{\displaystyle {\vec {a}}={\begin{pmatrix}a_{1}\\a_{2}\\a_{3}\end{pmatrix}}}  und  {\displaystyle {\vec {b}}={\begin{pmatrix}b_{1}\\b_{2}\\b_{3}\end{pmatrix}}}
die Darstellung
{\displaystyle {\vec {a}}\cdot {\vec {b}}={\begin{pmatrix}a_{1}\\a_{2}\\a_{3}\end{pmatrix}}\cdot {\begin{pmatrix}b_{1}\\b_{2}\\b_{3}\end{pmatrix}}=a_{1}b_{1}+a_{2}b_{2}+a_{3}b_{3}.}

#### Beispielrechnung
Das Skalarprodukt der beiden Vektoren
{\displaystyle {\vec {a}}={\begin{pmatrix}1\\2\\3\end{pmatrix}}}  und  {\displaystyle {\vec {b}}={\begin{pmatrix}-7\\8\\9\end{pmatrix}}}
berechnet sich als
{\displaystyle {\vec {a}}\cdot {\vec {b}}=1\cdot (-7)+2\cdot 8+3\cdot 9=36}.

### Eigenschaften
Aus der geometrischen Definition ergibt sich direkt:
- Sind {\displaystyle {\vec {a}}} und {\displaystyle {\vec {b}}} parallel und gleichorientiert ({\displaystyle \varphi =0^{\circ }}), so gilt
{\displaystyle {\vec {a}}\cdot {\vec {b}}=ab.}
- Insbesondere ergibt das Skalarprodukt eines Vektors mit sich selbst das Quadrat seiner Länge:
{\displaystyle {\vec {a}}\cdot {\vec {a}}=\vert a\vert ^{2}}
- Hieraus folgt
{\displaystyle {\vec {a}}\cdot {\vec {a}}=0\Longleftrightarrow {\vec {a}}={\vec {0}}}.
- Sind {\displaystyle {\vec {a}}} und {\displaystyle {\vec {b}}} parallel und entgegengesetzt orientiert ({\displaystyle \varphi =180^{\circ }}), so gilt
{\displaystyle {\vec {a}}\cdot {\vec {b}}=-ab.}
- {\displaystyle {\vec {a}}} und {\displaystyle {\vec {b}}} sind genau dann orthogonal, wenn {\displaystyle {\vec {a}}\cdot {\vec {b}}=0.}
- Ist {\displaystyle \sphericalangle ({\vec {a}},{\vec {b}})} ein spitzer Winkel, so gilt {\displaystyle {\vec {a}}\cdot {\vec {b}}>0.}
- Ist {\displaystyle \sphericalangle ({\vec {a}},{\vec {b}})} ein stumpfer Winkel, so gilt {\displaystyle {\vec {a}}\cdot {\vec {b}}<0.}
- Für Einheitsvektoren {\displaystyle {\hat {a}},{\hat {b}}} gilt {\displaystyle {\hat {a}}\cdot {\hat {b}}=\cos \sphericalangle ({\hat {a}},{\hat {b}})}.
- Für Vektoren {\displaystyle {\vec {e}}_{i},{\vec {e}}_{j}} einer Orthonormalbasis gilt {\displaystyle {\vec {e}}_{i}\cdot {\vec {e}}_{j}=1}, falls {\displaystyle i=j} und {\displaystyle {\vec {e}}_{i}\cdot {\vec {e}}_{j}=0}, falls {\displaystyle i\neq j}.
- {\displaystyle |{\vec {a}}\cdot {\vec {b}}|\leq |{\vec {a}}||{\vec {b}}|} (Cauchy-Schwarzsche Ungleichung) und {\displaystyle |{\vec {a}}\cdot {\vec {b}}|=|{\vec {a}}||{\vec {b}}|\iff {\vec {a}},{\vec {b}}} sind linear abhängig.

Als Funktion, die jedem geordneten Paar {\displaystyle ({\vec {a}},{\vec {b}})} von Vektoren die reelle Zahl {\displaystyle {\vec {a}}\cdot {\vec {b}}} zuordnet, hat das Skalarprodukt folgende Eigenschaften, die man von einer Multiplikation erwartet:
1. Es ist symmetrisch (Kommutativgesetz):
{\displaystyle {\vec {a}}\cdot {\vec {b}}={\vec {b}}\cdot {\vec {a}}} für alle Vektoren {\displaystyle {\vec {a}}} und {\displaystyle {\vec {b}}}.
2. Es ist homogen in jedem Argument (gemischtes Assoziativgesetz):
{\displaystyle (r{\vec {a}})\cdot {\vec {b}}=r\,({\vec {a}}\cdot {\vec {b}})={\vec {a}}\cdot (r{\vec {b}})} für alle Vektoren {\displaystyle {\vec {a}}} und {\displaystyle {\vec {b}}} und alle Skalare {\displaystyle r\in \mathbb {R} }.
3. Es ist additiv in jedem Argument (gemischte Distributivgesetze):
{\displaystyle {\vec {a}}\cdot ({\vec {b}}+{\vec {c}})={\vec {a}}\cdot {\vec {b}}+{\vec {a}}\cdot {\vec {c}}} und
{\displaystyle ({\vec {a}}+{\vec {b}})\cdot {\vec {c}}={\vec {a}}\cdot {\vec {c}}+{\vec {b}}\cdot {\vec {c}}} für alle Vektoren {\displaystyle {\vec {a}},} {\displaystyle {\vec {b}}} und {\displaystyle {\vec {c}}.}

Die Eigenschaften 2 und 3 fasst man auch zusammen zu: Das Skalarprodukt ist bilinear.
Die Bezeichnung gemischtes Assoziativgesetz für die 2. Eigenschaft verdeutlicht, dass dabei ein Skalar und zwei Vektoren so verknüpft werden, dass die Klammern wie beim Assoziativgesetz verschoben werden können.
Da das Skalarprodukt keine innere Verknüpfung ist, ist ein Skalarprodukt von drei Vektoren nicht definiert, daher stellt sich die Frage nach einer echten Assoziativität nicht. Im Ausdruck {\displaystyle ({\vec {a}}\cdot {\vec {b}})\,{\vec {c}}} ist nur die erste Multiplikation ein Skalarprodukt von zwei Vektoren, die zweite ist das Produkt eines Skalars mit einem Vektor (S-Multiplikation). Der Ausdruck stellt einen Vektor dar, ein Vielfaches des Vektors {\displaystyle {\vec {c}}.} Hingegen stellt der Ausdruck {\displaystyle {\vec {a}}\,({\vec {b}}\cdot {\vec {c}})} ein Vielfaches von {\displaystyle {\vec {a}}} dar. Im Allgemeinen gilt also
{\displaystyle ({\vec {a}}\cdot {\vec {b}})\,{\vec {c}}\neq {\vec {a}}\,({\vec {b}}\cdot {\vec {c}}).}
Weder die geometrische Definition noch die Definition in kartesischen Koordinaten ist willkürlich. Beide folgen aus der geometrisch motivierten Forderung, dass das Skalarprodukt eines Vektors mit sich selbst das Quadrat seiner Länge ist, und der algebraisch motivierten Forderung, dass das Skalarprodukt die obigen Eigenschaften 1–3 erfüllt.

### Betrag von Vektoren und eingeschlossener Winkel
Indem man die geometrische Definition mit der Koordinatendarstellung kombiniert, kann man die Länge (den Betrag) eines Vektors und den von zwei Vektoren eingeschlossenen Winkel aus den Koordinaten der Vektoren berechnen:
Für einen Vektor {\displaystyle {\vec {a}}={\begin{pmatrix}a_{1}\\a_{2}\end{pmatrix}}} des zweidimensionalen Raumes gilt
{\displaystyle |{\vec {a}}|={\sqrt {{\vec {a}}\cdot {\vec {a}}}}={\sqrt {{\begin{pmatrix}a_{1}\\a_{2}\end{pmatrix}}\cdot {\begin{pmatrix}a_{1}\\a_{2}\end{pmatrix}}}}={\sqrt {{a_{1}}^{2}+{a_{2}}^{2}}}.}
Man erkennt hier den Satz des Pythagoras wieder.
Im dreidimensionalen Raum gilt für {\displaystyle {\vec {a}}={\begin{pmatrix}a_{1}\\a_{2}\\a_{3}\end{pmatrix}}} entsprechend
{\displaystyle |{\vec {a}}|={\sqrt {{\vec {a}}\cdot {\vec {a}}}}={\sqrt {{a_{1}}^{2}+{a_{2}}^{2}+{a_{3}}^{2}}}.}
Zur Berechnung des eingeschlossenen Winkels zwischen zwei Vektoren {\displaystyle {\vec {a}},{\vec {b}}\neq 0} stellt man die Definitionsgleichung nach {\displaystyle \cos \sphericalangle ({\vec {a}},{\vec {b}})} um:
{\displaystyle \cos \sphericalangle ({\vec {a}},{\vec {b}})={\frac {{\vec {a}}\cdot {\vec {b}}}{|{\vec {a}}||{\vec {b}}|}}.}
Die einzelnen Bestandteile {\displaystyle {\vec {a}}\cdot {\vec {b}},|{\vec {a}}|} und {\displaystyle |{\vec {b}}|} kann man mit den entsprechenden Formeln für die kartesischen Koordinaten berechnen. Um den Winkel {\displaystyle \varphi =\sphericalangle ({\vec {a}},{\vec {b}})} zu erhalten, muss man noch den Arkuskosinus auf das Ergebnis der Rechnung anwenden:
{\displaystyle \varphi =\arccos \left({\frac {{\vec {a}}\cdot {\vec {b}}}{|{\vec {a}}||{\vec {b}}|}}\right)} .

#### Beispielrechnung
Die Vektoren
{\displaystyle {\vec {a}}={\begin{pmatrix}1\\2\\3\end{pmatrix}}}  und  {\displaystyle {\vec {b}}={\begin{pmatrix}-7\\8\\9\end{pmatrix}}}
haben die Länge
{\displaystyle |{\vec {a}}|={\sqrt {1^{2}+2^{2}+3^{2}}}={\sqrt {14}}\approx 3{,}74} und {\displaystyle |{\vec {b}}|={\sqrt {(-7)^{2}+8^{2}+9^{2}}}={\sqrt {194}}\approx 13{,}93.}
Der Kosinus des von den beiden Vektoren eingeschlossenen Winkels berechnet sich mit {\displaystyle {\vec {a}}\cdot {\vec {b}}=1\cdot (-7)+2\cdot 8+3\cdot 9=36} zu
{\displaystyle \cos \sphericalangle ({\vec {a}},{\vec {b}})={\frac {36}{{\sqrt {14}}\cdot {\sqrt {194}}}}\approx 0{,}691.}
Somit ist {\displaystyle \sphericalangle ({\vec {a}},{\vec {b}})=\arccos \left({\frac {36}{{\sqrt {14}}\cdot {\sqrt {194}}}}\right)\approx 46{,}3^{\circ }.}

### Orthogonalität und orthogonale Projektion
Die orthogonale Projektion von {\displaystyle {\vec {b}}} auf die durch den Vektor {\displaystyle {\vec {a}}\neq {\vec {0}}} gegebene Richtung ist der Vektor
{\displaystyle {\vec {b}}_{\vec {a}}=b_{a}{\frac {\vec {a}}{|{\vec {a}}|}}=\left({\frac {{\vec {b}}\cdot {\vec {a}}}{|{\vec {a}}|^{2}}}\right)\,{\vec {a}}.}
Die Projektion ist der Vektor, dessen Endpunkt der Lotfußpunkt vom Endpunkt von {\displaystyle {\vec {b}}} auf die durch {\displaystyle {\vec {a}}} bestimmte Gerade durch den Nullpunkt ist. Der Vektor {\displaystyle {\vec {b}}-{\vec {b}}_{\vec {a}}} steht senkrecht auf {\displaystyle {\vec {a}}.}
Ist {\displaystyle {\vec {a}}} ein Einheitsvektor (d. h., ist {\displaystyle |{\vec {a}}|=1}), so vereinfacht sich die Formel zu
{\displaystyle {\vec {b}}_{\vec {a}}=b_{a}{\vec {a}}=({\vec {b}}\cdot {\vec {a}})\,{\vec {a}}.}

### Beziehung zum Kreuzprodukt
Eine andere Art und Weise, zwei Vektoren {\displaystyle {\vec {a}}} und {\displaystyle {\vec {b}}} im dreidimensionalen Raum multiplikativ miteinander zu verknüpfen, ist das äußere Produkt oder Kreuzprodukt {\displaystyle {\vec {a}}\times {\vec {b}}.} Im Gegensatz zum Skalarprodukt ist das Resultat des Kreuzprodukts kein Skalar, sondern wieder ein Vektor. Dieser Vektor steht senkrecht auf der von den beiden Vektoren {\displaystyle {\vec {a}}} und {\displaystyle {\vec {b}}} aufgespannten Ebene und seine Länge entspricht dem Flächeninhalt des Parallelogramms, das von diesen aufgespannt wird.
Für die Verbindung von Kreuz- und Skalarprodukt gelten die folgenden Rechenregeln:
- {\displaystyle ({\vec {a}}\times {\vec {b}})\cdot {\vec {c}}={\vec {a}}\cdot ({\vec {b}}\times {\vec {c}})}
- {\displaystyle ({\vec {a}}\times {\vec {b}})\cdot {\vec {c}}=-({\vec {b}}\times {\vec {a}})\cdot {\vec {c}}}
- {\displaystyle ({\vec {a}}\times {\vec {b}})\cdot {\vec {a}}=({\vec {a}}\times {\vec {b}})\cdot {\vec {b}}=0}
- {\displaystyle ({\vec {a}}\times {\vec {b}})\cdot ({\vec {a}}\times {\vec {b}})=({\vec {a}}\cdot {\vec {a}})({\vec {b}}\cdot {\vec {b}})-({\vec {a}}\cdot {\vec {b}})^{2}}

Die Kombination aus Kreuzprodukt und Skalarprodukt der ersten beiden Regeln nennt man auch Spatprodukt; es ergibt das orientierte Volumen des durch die drei Vektoren {\displaystyle {\vec {a}},{\vec {b}},{\vec {c}}} aufgespannten Parallelepipeds.

Kosinussatz mit Vektoren

### Anwendungen

#### In der Geometrie
Das Skalarprodukt ermöglicht es, komplizierte Sätze, bei denen von Winkeln die Rede ist, einfach zu beweisen.
Behauptung: (Kosinussatz)
{\displaystyle c^{2}=a^{2}+b^{2}-2ab\cos \gamma .}
Beweis: Mit Hilfe der eingezeichneten Vektoren folgt {\displaystyle {\vec {c}}=-{\vec {b}}+{\vec {a}}.} (Die Richtung von {\displaystyle {\vec {c}}} ist unerheblich.) Quadrieren des Betrags ergibt
{\displaystyle |{\vec {c}}|^{2}={\vec {c}}\cdot {\vec {c}}=({\vec {a}}-{\vec {b}})\cdot ({\vec {a}}-{\vec {b}})={\vec {a}}\cdot {\vec {a}}-2\,{\vec {a}}\cdot {\vec {b}}+{\vec {b}}\cdot {\vec {b}}=|{\vec {a}}|^{2}+|{\vec {b}}|^{2}-2\,{\vec {a}}\cdot {\vec {b}}}
und damit
{\displaystyle c^{2}=a^{2}+b^{2}-2ab\cos \gamma .}

#### In der Analytischen Geometrie
Mit Hilfe des Skalarproduktes kann man eine Gerade in der Ebene, eine Ebene im dreidimensionalen Raum oder allgemein eine Hyperebene in der Normalenform – also mit Hilfe eines Normalenvektors – darstellen:
{\displaystyle ({\vec {x}}-{\vec {p}})\cdot {\vec {n}}=0}, mit Stützvektor {\displaystyle {\vec {p}}} und Normalenvektor {\displaystyle {\vec {n}}}.
Eine Gerade, Ebene bzw. Hyperebene besteht dann aus denjenigen Punkten, deren Ortsvektoren {\displaystyle {\vec {x}}} die Gleichung erfüllen.
Im Gegensatz zur Punktrichtungsform handelt es sich hierbei um eine Gleichung ohne Parameter.

#### In der linearen Algebra
Unter Verwendung des Skalarproduktes kann man jede der {\displaystyle m} Gleichungen eines linearen Gleichungssystems mit {\displaystyle n} Variablen
{\displaystyle a_{i1}x_{1}+a_{i2}x_{2}+\dotsb +a_{in}x_{n}=b_{i}\quad (i=1,\dotsc ,m)}
als Hyperebene deuten:
{\displaystyle {\vec {a}}_{i}\cdot {\vec {x}}=b_{i}\quad } mit
{\displaystyle {\vec {a}}_{i}={\begin{pmatrix}a_{i1}\\a_{i2}\\\vdots \\a_{in}\end{pmatrix}}\qquad }und {\displaystyle \quad {\vec {x}}={\begin{pmatrix}x_{1}\\x_{2}\\\vdots \\x_{n}\end{pmatrix}}\quad (i=1\dotsc ,m)}.
Damit lässt sich die Lösungsmenge des linearen Gleichungssystems als Schnittmenge von Hyperebenen interpretieren. Siehe Beispiele zur Lösbarkeit eines linearen Gleichungssystems.

#### In der Physik

Beispiel schiefe Ebene

In der Physik sind viele Größen durch das Skalarprodukt definiert, wie zum Beispiel die Arbeit {\displaystyle W}:
{\displaystyle W={\vec {F}}\cdot {\vec {s}}=|{\vec {F}}||{\vec {s}}|\cos \varphi =F_{s}\cdot s=F\cdot h}
mit den vektoriellen Größen Kraft {\displaystyle {\vec {F}}} und Weg {\displaystyle {\vec {s}}}. Dabei bezeichnet {\displaystyle \varphi } den Winkel zwischen der Richtung der Kraft und der Richtung des Weges. Mit {\displaystyle F_{s}} wird die Komponente der Kraft in Richtung des Weges bezeichnet, mit {\displaystyle h} die Komponente des Weges in Richtung der Kraft.
Beispiel: Ein Wagen des Gewichts {\displaystyle F} wird über eine schiefe Ebene von {\displaystyle A} nach {\displaystyle B} transportiert. Die Hubarbeit {\displaystyle W} berechnet sich zu
{\displaystyle {\begin{aligned}W&={\vec {F}}\cdot {\vec {s}}=F\cdot h=F\cdot s\cdot \cos \varphi \\&=5\,\mathrm {N} \cdot 3\,\mathrm {m} \cdot \cos 63^{\circ }=6{,}81\,\mathrm {J} .\end{aligned}}}

## In allgemeinen reellen und komplexen Vektorräumen
Man nimmt die obigen Eigenschaften zum Anlass, den Begriff des Skalarprodukts auf beliebige reelle und komplexe Vektorräume zu verallgemeinern. Ein Skalarprodukt ist dann eine Funktion, die zwei Vektoren ein Körperelement (Skalar) zuordnet und die genannten Eigenschaften erfüllt. Im komplexen Fall modifiziert man dabei die Bedingung der Symmetrie und der Bilinearität, um die Positivdefinitheit zu retten (die für komplexe symmetrische Bilinearformen nie erfüllt ist).
In der allgemeinen Theorie werden die Variablen für Vektoren, also Elemente eines beliebigen Vektorraums, im Allgemeinen nicht durch Pfeile gekennzeichnet. Das Skalarprodukt wird meist nicht durch einen Malpunkt, sondern durch ein Paar von spitzen Klammern bezeichnet. Für das Skalarprodukt der Vektoren {\displaystyle x} und {\displaystyle y} schreibt man also {\displaystyle \langle x,y\rangle }. Andere gebräuchliche Notationen sind {\displaystyle \langle x|y\rangle } (vor allem in der Quantenmechanik in Form der Bra-Ket-Notation), {\displaystyle (x,y)} und {\displaystyle (x|y)}.

### Definition (Axiomatik)
Ein Skalarprodukt oder inneres Produkt auf einem reellen Vektorraum {\displaystyle V} ist eine positiv definite symmetrische Bilinearform {\displaystyle \langle {\cdot },{\cdot }\rangle \colon V\times V\to \mathbb {R} ,} das heißt, für {\displaystyle x,y,z\in V} und {\displaystyle \lambda \in \mathbb {R} } gelten die folgenden Bedingungen:
1. linear in jedem der beiden Argumente:
  - {\displaystyle \langle x+y,z\rangle =\langle x,z\rangle +\langle y,z\rangle }
  - {\displaystyle \langle x,y+z\rangle =\langle x,y\rangle +\langle x,z\rangle }
  - {\displaystyle \langle \lambda x,y\rangle =\lambda \langle x,y\rangle }
  - {\displaystyle \langle x,\lambda y\rangle =\lambda \langle x,y\rangle }
2. symmetrisch: {\displaystyle \langle x,y\rangle =\langle y,x\rangle }
3. positiv definit:
  - {\displaystyle \langle x,x\rangle \geq 0}
  - {\displaystyle \langle x,x\rangle =0} genau dann, wenn {\displaystyle x=0}

Ein Skalarprodukt oder inneres Produkt auf einem komplexen Vektorraum {\displaystyle V} ist eine positiv definite hermitesche Sesquilinearform {\displaystyle \langle {\cdot },{\cdot }\rangle \colon V\times V\to \mathbb {C} ,} das heißt für {\displaystyle x,y,z\in V} und {\displaystyle \lambda \in \mathbb {C} } gelten die folgenden Bedingungen:
1. sesquilinear:
  - {\displaystyle \langle x+y,z\rangle =\langle x,z\rangle +\langle y,z\rangle }
  - {\displaystyle \langle \lambda x,y\rangle ={\bar {\lambda }}\langle x,y\rangle }    (semilinear im ersten Argument)
  - {\displaystyle \langle x,y+z\rangle =\langle x,y\rangle +\langle x,z\rangle }
  - {\displaystyle \langle x,\lambda y\rangle =\lambda \langle x,y\rangle }    (linear im zweiten Argument)
2. hermitesch: {\displaystyle \langle x,y\rangle ={\overline {\langle y,x\rangle }}}
3. positiv definit:
  - {\displaystyle \langle x,x\rangle \geq 0} (Dass {\displaystyle \langle x,x\rangle } reell ist, folgt aus Bedingung 2.)
  - {\displaystyle \langle x,x\rangle =0} genau dann, wenn {\displaystyle x=0}

Ein reeller oder komplexer Vektorraum, in dem ein Skalarprodukt definiert ist, heißt Skalarproduktraum oder Prähilbertraum. Ein endlichdimensionaler reeller Vektorraum mit Skalarprodukt wird auch euklidischer Vektorraum genannt, im komplexen Fall spricht man von einem unitären Vektorraum. Entsprechend wird das Skalarprodukt in einem euklidischen Vektorraum gelegentlich als euklidisches Skalarprodukt, das in einem unitären Vektorraum als unitäres Skalarprodukt bezeichnet. Die Bezeichnung „euklidisches Skalarprodukt“ wird aber auch speziell für das oben beschriebene geometrische Skalarprodukt oder das weiter unten beschriebene Standardskalarprodukt im {\displaystyle \mathbb {R} ^{n}} benutzt.
Anmerkungen
- Oft wird jede symmetrische Bilinearform bzw. jede hermitesche Sesquilinearform als Skalarprodukt bezeichnet; mit diesem Sprachgebrauch beschreiben die obigen Definitionen positiv definite Skalarprodukte.
- Die beiden angegebenen Axiomensysteme sind nicht minimal. Im reellen Fall folgt aufgrund der Symmetrie die Linearität im ersten Argument aus der Linearität im zweiten Argument (und umgekehrt). Analog dazu folgt im komplexen Fall aufgrund der Hermitezität die Semilinearität im ersten Argument aus der Linearität im zweiten Argument (und umgekehrt).
- Im komplexen Fall wird das Skalarprodukt manchmal alternativ, nämlich als linear im ersten und semilinear im zweiten Argument definiert. Diese Version tritt bevorzugt in der Mathematik und insbesondere in der Analysis auf, während in der Physik überwiegend die obige Version benutzt wird (siehe Bra- und Ket-Vektoren). Der Unterschied beider Versionen liegt in den Auswirkungen der Skalarmultiplikation hinsichtlich der Homogenität. Nach der Alternativversion gilt für {\displaystyle x,y\in V} und {\displaystyle \lambda \in \mathbb {C} }   {\displaystyle \langle \lambda x,y\rangle =\lambda \langle x,y\rangle } und {\displaystyle \langle x,\lambda y\rangle ={\bar {\lambda }}\langle x,y\rangle }. Die Additivität wird in beiden Versionen gleich verstanden. Ebenso sind die nach beiden Versionen aus dem Skalarprodukt gewonnenen Normen identisch.[5]
- Ein Prähilbertraum, der vollständig bezüglich der durch das Skalarprodukt induzierten Norm ist, wird als Hilbertraum bezeichnet.
- Die Unterscheidung zwischen reellem und komplexem Vektorraum bei der Definition des Skalarprodukts ist nicht zwingend notwendig, da eine hermitesche Sesquilinearform im Reellen einer symmetrischen Bilinearform entspricht.

### Beispiele

#### Standardskalarprodukt im Rnund im Cn
Ausgehend von der Darstellung des euklidischen Skalarprodukts in kartesischen Koordinaten definiert man in der linearen Algebra das Standardskalarprodukt im {\displaystyle n}-dimensionalen Koordinatenraum {\displaystyle \mathbb {R} ^{n}} für {\displaystyle x,y\in \mathbb {R} ^{n}} durch
{\displaystyle \langle x,y\rangle =\sum _{i=1}^{n}x_{i}y_{i}=x_{1}{y_{1}}+x_{2}{y_{2}}+\dotsb +x_{n}{y_{n}}.}
Das oben behandelte „geometrische“ Skalarprodukt im euklidischen Raum entspricht so dem Spezialfall {\displaystyle n=3.} Im Fall des {\displaystyle n}-dimensionalen komplexen Vektorraums {\displaystyle \mathbb {C} ^{n}} definiert man das Standardskalarprodukt für {\displaystyle x,y\in \mathbb {C} ^{n}} durch
{\displaystyle \langle x,y\rangle =\sum _{i=1}^{n}{\overline {x_{i}}}y_{i}={\overline {x_{1}}}y_{1}+{\overline {x_{2}}}y_{2}+\dotsb +{\overline {x_{n}}}y_{n},}
wobei der Überstrich die komplexe Konjugation bedeutet. In der Mathematik ist häufig auch die alternative Version gebräuchlich, bei der das zweite Argument statt des ersten konjugiert wird.
Das Standardskalarprodukt im {\displaystyle \mathbb {R} ^{n}} bzw. {\displaystyle \mathbb {C} ^{n}} lässt sich auch als Matrizenprodukt schreiben, indem man den Vektor als {\displaystyle n\times 1}-Matrix (Spaltenvektor) interpretiert: Im reellen Fall gilt
{\displaystyle \langle x,y\rangle =x^{\mathsf {T}}y=y^{\mathsf {T}}x,}
wobei {\displaystyle {x}^{\mathsf {T}}} der Zeilenvektor ist, der aus dem Spaltenvektor {\displaystyle x} durch Transponieren hervorgeht. Im komplexen Fall gilt (für den links semilinearen, rechts linearen Fall)
{\displaystyle \langle x,y\rangle =x^{\mathsf {H}}y,}
wobei {\displaystyle x^{\mathsf {H}}} der zu {\displaystyle x} hermitesch adjungierte Zeilenvektor ist.

#### Allgemeine Skalarprodukte im Rnund im Cn
Allgemeiner definiert im reellen Fall jede symmetrische und positiv definite Matrix {\displaystyle A} über
{\displaystyle \langle x,y\rangle _{A}=x^{\mathsf {T}}Ay=\langle x,Ay\rangle }
ein Skalarprodukt; ebenso wird im komplexen Fall für jede positiv definite hermitesche Matrix {\displaystyle A} über
{\displaystyle \langle x,y\rangle _{A}=x^{\mathsf {H}}Ay=\langle x,Ay\rangle }
ein Skalarprodukt definiert. Hier bezeichnen die spitzen Klammern auf der rechten Seite das Standardskalarprodukt, die spitzen Klammern mit dem Index {\displaystyle A} auf der linken Seite das durch die Matrix {\displaystyle A} definierte Skalarprodukt.
Jedes Skalarprodukt auf {\displaystyle \mathbb {R} ^{n}} bzw. {\displaystyle \mathbb {C} ^{n}} lässt sich auf diese Art durch eine positiv definite symmetrische Matrix (bzw. positiv definite hermitesche Matrix) darstellen.

#### L2-Skalarprodukt für Funktionen
Auf dem unendlichdimensionalen Vektorraum {\displaystyle C^{0}([a,b],\mathbb {R} )} der stetigen reellwertigen Funktionen auf dem Intervall {\displaystyle [a,b]} ist das {\displaystyle L^{2}}-Skalarprodukt durch
{\displaystyle \langle f,g\rangle _{L^{2}}=\int _{a}^{b}f(x)g(x)\,\mathrm {d} x,}
für alle {\displaystyle f,g\in C^{0}([a,b],\mathbb {R} )}, definiert. Die Voraussetzung der Stetigkeit kann dabei abgeschwächt werden (siehe Lp-Raum), denn bspw. ist das L2-Skalarprodukt auch für Treppenfunktionen wohldefiniert.
Des Weiteren lässt sich auch ein Skalarprodukt ({\displaystyle H^{1}}-Skalarprodukt) definieren bei dem zusätzlich Ableitungsterme hinzukommen:
{\displaystyle \langle f,g\rangle _{H^{1}}=\langle f,g\rangle _{L^{2}}+\langle f',g'\rangle _{L^{2}}}
für alle {\displaystyle f,g\in C^{1}([a,b],\mathbb {R} )}. Auch hier kann die Voraussetzung der Differenzierbarkeit abgeschwächt werden (siehe Sobolev-Raum).

#### Frobenius-Skalarprodukt für Matrizen
Auf dem Matrizenraum {\displaystyle \mathbb {R} ^{m\times n}} der reellen {\displaystyle (m\times n)}-Matrizen wird für {\displaystyle A,B\in \mathbb {R} ^{m\times n}} durch
{\displaystyle \langle A,B\rangle =\operatorname {spur} \left(A^{\mathsf {T}}B\right)=\sum _{i=1}^{m}\sum _{j=1}^{n}a_{ij}b_{ij}}
ein Skalarprodukt definiert. Entsprechend wird auf dem Raum {\displaystyle \mathbb {C} ^{m\times n}} der komplexen {\displaystyle (m\times n)}-Matrizen für {\displaystyle A,B\in \mathbb {C} ^{m\times n}} durch
{\displaystyle \langle A,B\rangle =\operatorname {spur} \left(A^{\mathsf {H}}B\right)=\sum _{i=1}^{m}\sum _{j=1}^{n}{\bar {a}}_{ij}b_{ij}}
ein Skalarprodukt definiert. Dieses Skalarprodukt wird Frobenius-Skalarprodukt genannt und die dazugehörige Norm heißt Frobeniusnorm.

### Norm, Winkel und Orthogonalität
Der Länge eines Vektors im euklidischen Raum entspricht in allgemeinen Skalarprodukträumen die vom Skalarprodukt induzierte Norm. Man definiert diese Norm, indem man die Formel für die Länge aus dem euklidischen Raum überträgt, als die Wurzel des Skalarprodukts des Vektors mit sich selbst:
{\displaystyle \|x\|={\sqrt {\langle x,x\rangle }}}
Dies ist möglich, da {\displaystyle \langle x,x\rangle } aufgrund der positiven Definitheit nicht negativ ist. Die als Normaxiom geforderte Dreiecksungleichung folgt dabei aus der Cauchy-Schwarzschen Ungleichung
{\displaystyle \left|\langle x,y\rangle \right|^{2}\leq \langle x,x\rangle \cdot \langle y,y\rangle .}
Sind {\displaystyle x,y\neq 0,} so kann diese Ungleichung zu
{\displaystyle \left|{\frac {\langle x,y\rangle }{{\sqrt {\langle x,x\rangle }}\cdot {\sqrt {\langle y,y\rangle }}}}\right|\leq 1}
umgeformt werden. Daher lässt sich auch in allgemeinen reellen Vektorräumen mittels
{\displaystyle \varphi =\arccos {\frac {\langle x,y\rangle }{{\sqrt {\langle x,x\rangle }}\cdot {\sqrt {\langle y,y\rangle }}}}}
der Winkel {\displaystyle \varphi } zweier Vektoren definieren. Der so definierte Winkel liegt zwischen 0° und 180°, also zwischen 0 und {\displaystyle \pi .} Für Winkel zwischen komplexen Vektoren gibt es eine Reihe unterschiedlicher Definitionen.
Auch im allgemeinen Fall nennt man Vektoren, deren Skalarprodukt gleich Null ist, orthogonal:
{\displaystyle x\perp y\Longleftrightarrow \langle x,y\rangle =0}

### Matrixdarstellung
Ist {\displaystyle V} ein {\displaystyle n}-dimensionaler Vektorraum und {\displaystyle B=(b_{1},\dotsc ,b_{n})} eine Basis von {\displaystyle V,} so kann jedes Skalarprodukt {\displaystyle \langle {\cdot },{\cdot }\rangle } auf {\displaystyle V} durch eine ({\displaystyle n\times n})-Matrix {\displaystyle G,} die Gramsche Matrix des Skalarprodukts, beschrieben werden. Ihre Einträge sind die Skalarprodukte der Basisvektoren:
{\displaystyle G=(g_{ij})_{i,j=1,\dotsc ,n}}   mit   {\displaystyle g_{ij}=\langle b_{i},b_{j}\rangle }   für {\displaystyle i,j=1,\dotsc ,n}
Das Skalarprodukt lässt sich dann mit Hilfe der Basis darstellen:
Haben die Vektoren {\displaystyle x,y\in V} bezüglich der Basis {\displaystyle B} die Darstellung
{\displaystyle x=\sum _{i=1}^{n}x_{i}b_{i}}   und   {\displaystyle y=\sum _{j=1}^{n}y_{j}b_{j},}
so gilt im reellen Fall
{\displaystyle \langle x,y\rangle =\left\langle \sum \limits _{i=1}^{n}x_{i}b_{i},\sum \limits _{j=1}^{n}y_{j}b_{j}\right\rangle =\sum \limits _{i=1}^{n}\sum \limits _{j=1}^{n}x_{i}y_{j}\langle b_{i},b_{j}\rangle =\sum \limits _{i,j=1}^{n}x_{i}y_{j}g_{ij}.}
Bezeichnet man mit {\displaystyle x_{B},y_{B}\in \mathbb {R} ^{n}} die Koordinatenvektoren
{\displaystyle x_{B}={\begin{pmatrix}x_{1}\\\vdots \\x_{n}\end{pmatrix}}}   und   {\displaystyle y_{B}={\begin{pmatrix}y_{1}\\\vdots \\y_{n}\end{pmatrix}},}
so gilt also
{\displaystyle \langle x,y\rangle =\sum \limits _{i,j=1}^{n}x_{i}g_{ij}y_{j}={\begin{pmatrix}x_{1}&\dots &x_{n}\end{pmatrix}}\,{\begin{pmatrix}g_{11}&\dots &g_{1n}\\\vdots &\ddots &\vdots \\g_{n1}&\dots &g_{nn}\end{pmatrix}}\,{\begin{pmatrix}y_{1}\\\vdots \\y_{n}\end{pmatrix}}=x_{B}{}^{\mathsf {T}}Gy_{B},}
wobei das Matrixprodukt eine {\displaystyle (1\times 1)}-Matrix liefert, also eine reelle Zahl. Mit {\displaystyle x_{B}{}^{\mathsf {T}}} wird der Zeilenvektor bezeichnet, der durch Transponieren aus dem Spaltenvektor {\displaystyle x_{B}} entsteht.
Im komplexen Fall gilt entsprechend
{\displaystyle \langle x,y\rangle =\sum \limits _{i,j=1}^{n}{\overline {x}}_{i}g_{ij}y_{j}={\begin{pmatrix}{\overline {x}}_{1}&\dots &{\overline {x}}_{n}\end{pmatrix}}\,{\begin{pmatrix}g_{11}&\dots &g_{1n}\\\vdots &\ddots &\vdots \\g_{n1}&\dots &g_{nn}\end{pmatrix}}\,{\begin{pmatrix}y_{1}\\\vdots \\y_{n}\end{pmatrix}}=x_{B}{}^{\mathsf {H}}Gy_{B},}
wobei der Überstrich komplexe Konjugation bezeichnet und {\displaystyle x_{B}{}^{\mathsf {H}}} der zu {\displaystyle x_{B}} adjungierte Zeilenvektor ist.
Ist {\displaystyle B} eine Orthonormalbasis, das heißt, gilt {\displaystyle \langle b_{i},b_{i}\rangle =1} für alle {\displaystyle i} und {\displaystyle \langle b_{i},b_{j}\rangle =0} für alle {\displaystyle i\neq j,} so ist {\displaystyle G} die Einheitsmatrix, und es gilt
{\displaystyle \langle x,y\rangle =\sum _{i=1}^{n}x_{i}y_{i}=x_{B}{}^{\mathsf {T}}y_{B}}
im reellen Fall und
{\displaystyle \langle x,y\rangle =\sum _{i=1}^{n}{\overline {x}}_{i}y_{i}=x_{B}{}^{\mathsf {H}}y_{B}}
im komplexen Fall.
Bezüglich einer Orthonormalbasis entspricht das Skalarprodukt von {\displaystyle x} und {\displaystyle y\in V} also dem Standardskalarprodukt der Koordinatenvektoren {\displaystyle x_{B}} und {\displaystyle y_{B}\in \mathbb {R} ^{n}} bzw. {\displaystyle \mathbb {C} ^{n}.}

## Verallgemeinerung
Als Pseudoskalarprodukt bezeichnet man eine im Allgemeinen nicht positiv definite symmetrische Bilinearform.
Ein Beispiel dafür ist der Minkowski-Vektorraum der Speziellen Relativitätstheorie (SRT), der als Tangentialraum auch in der Gravitationstheorie (Allgemeine Relativitätstheorie, ART) auftritt.